# Atlaltipa Mirador
Atlaltipa Mirador es una localidad de México perteneciente al municipio de Atlapexco en el estado de Hidalgo.

## Toponimia
El nombre Atlaltipa, proviene del topónimo náhuatl que significa tierra al borde del río; además se le conoce como Atlaltipa Mirador, para diferenciarla de otros lugares con el mismo nombre de Atlaltipa.

## Geografía
A la localidad le corresponden las coordenadas geográficas 21° 2’ 36.856” de latitud norte y 98° 24’ 4.71” de longitud oeste, con una altitud de 206 m s. n. m. Se encuentra a una distancia aproximada de 6.66 kilómetros al noroeste de la cabecera municipal, Atlapexco.
En cuanto a fisiografía se encuentra dentro de la provincia de la Sierra Madre Oriental dentro de la subprovincia de Carso Huasteco; su terreno es de Sierra y lomerío. En lo que respecta a la hidrografía se encuentra posicionado en la región Panuco, dentro de la cuenca del río Moctezuma, en la subcuenca del río Los Hules. Cuenta con un clima semicálido húmedo con lluvias todo el año.

## Demografía
En 2020 registró una población de 492 personas, lo que corresponde al 2.48 % de la población municipal. De los cuales 249 son hombres y 243 son mujeres. Tiene 142 viviendas particulares habitadas.
| Gráfica de evolución demográfica de Atlaltipa Mirador entre 1910 y 2020                                     |
| |
| Población de los censos y conteos del Instituto Nacional de Estadística y Geografía (INEGI) de 1910 a 2010. |

## Economía
La localidad tiene un grado de marginación alto y un grado de rezago social medio.